# Thomas Schleicher
Thomas Schleicher (...) è un imprenditore e dirigente d'azienda francese, presidente della Federazione Europea dei Costruttori dal 2012 al 2014.

## Biografia[1]
Thomas Schleicher è stato eletto presidente della FIEC (Federazione Europea dell'Industria delle Costruzioni) per il triennio 2012-2014, succedendo a Luisa Todini al termine del suo mandato legale. Ingegnere civile di formazione, Schleicher è amministratore delegato della sua azienda di medie dimensioni a conduzione familiare, Michael Gärtner, che ha sede nella regione tedesca del Baden-Württemberg. La sua azienda è specializzata nella costruzione di strade e infrastrutture, nonché soluzioni chiavi in mano per edifici e restauro di edifici storici. Schleicher, per lungo tempo, ha rappresentato gli interessi del settore edile in posizioni chiave, sia a livello nazionale che europeo, come membro del consiglio della Federazione tedesca dell'industria delle costruzioni (HDB) e dal 2010 come vicepresidente della FIEC e presidente della Commissione Sociale.